# Aktor (album)
Aktor – album polskiego zespołu 2 plus 1, wydany w 1977 roku przez wydawnictwo Polskie Nagrania „Muza”.

## Ogólne informacje
Jest to płyta koncepcyjna, zawierająca suitę w całości poświęconą tragicznie zmarłemu aktorowi Zbigniewowi Cybulskiemu. Ukazała się 10 lat po jego śmierci; zespół chciał nią złożyć hołd wybitnemu polskiemu aktorowi. W jednym z wywiadów muzycy wyjaśnili pomysł nagrania płyty: Występując w Stanach Zjednoczonych zetknęliśmy się z mitem Jamesa Deana, filmowej legendy Ameryki lat pięćdziesiątych. Mimo że od jego śmierci upłynęło już 20 lat, pamięć o nim jest wciąż żywa wśród Amerykanów. Jej wyrazem są m.in. piosenki o nim. Pomyśleliśmy, że przecież i my mamy świetnego aktora, który stał się symbolem całego pokolenia. Znamy go tylko z ekranu, lecz ujął nas jego autentyzm i świeżość.
Muzykę do suity skomponował Janusz Kruk, natomiast teksty zostały napisane przez Marka Dutkiewicza. Płyta różniła się znacznie od poprzednich nagrań zespołu. Nawiązywała do jazzu, była bardziej wyrafinowana brzmieniowo i trudniejsza w odbiorze, dlatego też spotkała się z mniejszym sukcesem komercyjnym. Podczas festiwalu w Opolu w 1976 roku zespół zaprezentował widowisko muzyczne złożone z piosenek z albumu. Zostało ono bardzo dobrze przyjęte i zebrało wiele pochwał. Piosenka „Muzyka w serca wstąpi nam” stała się największym hitem z płyty.
W 2001 roku album został wznowiony na płycie kompaktowej, a w roku 2012 ukazało się wznowienie krążka na CD, z bonusową wersją „Setki mil” w wykonaniu Justyny Steczkowskiej.

## Lista utworów
| Strona A: 1. „Prolog” 2. „Rozmowa z cyganką w wigilię niedzieli”/„Setki mil”/„Stop-klatka” 3. „Song dziewczyny I” 4. „Dzień, w którym umarł film” Strona B: 1. „Song dziewczyny II” 2. „Ogromne zmęczenie” 3. „Ojciec nocy, ojciec dnia” 4. „Muzyka w serca wstąpi nam” | 1. „Prolog” – 3:44 2. „Rozmowa z cyganką w wigilię niedzieli” – 1:35 3. „Setki mil” – 3:27 4. „Stop-klatka” – 2:59 5. „Song dziewczyny (1)” – 3:13 6. „Dzień, w którym umarł film” – 3:39 7. „Song dziewczyny (2)” – 2:04 8. „Ogromne zmęczenie” – 9:54 9. „Ojciec nocy, ojciec dnia” – 3:10 10. „Muzyka w serca wstąpi nam” – 3:21 |

## Twórcy
2 plus 1:
- Elżbieta Dmoch – wokal, flet
- Janusz Kruk – wokal, gitara, perkusja, instrumenty klawiszowe
- Cezary Szlązak – wokal, saksofon, instrumenty klawiszowe

Muzycy towarzyszący:
- Andrzej Pawlik – gitara basowa, wokal
- Andrzej Wójcik – perkusja
- Józef Gawrych – instrumenty perkusyjne
- Janusz Koman – fortepian Fendera
- Adam Pilawa – melotron, skrzypce

Personel:
- Krzysztof Gierałtowski – foto
- Marek Goebel – projekt graficzny
- Janina Słotwińska – operator dźwięku
- Zofia Gajewska – reżyser nagrania